# Juan Morillo (baseball)
Pour les articles homonymes, voir Juan Morillo et Morillo (homonymie).
Juan Bautista Morillo (né le 5 novembre 1983 à San Pedro de Macorís, République dominicaine) est un lanceur droitier de baseball qui évolue en Ligues majeures avec les Rockies du Colorado de 2006 à 2008 et chez les Twins du Minnesota en 2009. Il joue par la suite au Japon et à Taïwan et, en 2014, évolue en ligue mineure de baseball avec un club affilié aux Orioles de Baltimore.

## Carrière
Juan Morillo signe son premier contrat professionnel en 2001 avec les Rockies du Colorado. Il fait ses débuts dans le baseball majeur avec cette équipe le 24 septembre 2006. Il est lanceur partant des Rockies à cette occasion, pour son seul match avec l'équipe en 2006. Il revient comme lanceur de relève pour Colorado le temps de 4 parties en 2007 et une autre en 2008. Le 17 avril 2009, il est cédé au ballottage par les Rockies et réclamé par les Twins du Minnesota, pour qui il lance deux manches comme releveur dans la saison qui suit.
Morillo lance au total 10 manches et deux tiers en 9 matchs joués dans les majeures pour Colorado et Minnesota. Avec 16 points accordés, sa moyenne de points mérités s'élève à 13,50. Il a accordé 7 buts-sur-balles et réussit 8 retraits sur des prises. Il n'est impliqué dans aucune décision, victoire ou défaite. Selon FanGraphs, sa balle rapide est chronométrée en moyenne à 97,2 mille par heure (156,4 km/h) durant son passage dans les majeures.
En 2010, il s'aligne brièvement avec les Golden Eagles de la Ligue japonaise.
En 2013, il est à Taïwan et porte les couleurs des EDA Rhinos de la Ligue chinoise professionnelle de baseball. Là-bas, Morillo établit le record du lancer le plus rapide jamais vu dans l'histoire de la ligue, atteignant 99,4 mille par heure (159,96 km/h) au chronomètre.
En février 2014, Morillo signe un contrat avec les Orioles de Baltimore de la Ligue majeure de baseball et s'aligne avec un de leurs clubs des ligues mineures.